# Jésus et la samaritaine
Jésus et la samaritaine è un cortometraggio del 1903 diretto da Lucien Nonguet e Ferdinand Zecca. Ottavo episodio del film La Vie et la Passion de Jésus-Christ (1903), che è composto da 27 episodi.

## Trama
Per riempire i loro vasi con l'acqua, un gruppo di donne si è raccolto attorno al pozzo. Ad un certo punto arriva Samaria, una donna conosciuta per il suo carattere cattivo. Gesù appare e le concede il perdono per i suoi peccati.